# Aharon Yadlin
Aharon Yadlin (în ebraică אהרן ידלין; n. 17 aprilie 1926, Ben Shemen⁠(d), Districtul Central, Israel – d. 12 august 2022, Hatzerim, Districtul de Sud, Israel) a fost un pedagog și politician israelian, originar dintr-o familie de evrei din Basarabia.

## Biografie
Aharon Yadlin s-a născut în 1926 la Tel Aviv în Palestina sub mandat britanic, ca fiu al lui Haim Yadlin și al Tziporei, născută Polak, care au emigrat din Basarabia la inceputul celei de-a III-a Aliya. A crescut în moșavul Ben Shemen și la Rehovot. A învățat la Haifa la școala elementară „Geula” și apoi, la Gimnaziul Real. 
În copilărie a fost activ in miscarea locală de cercetași (în ebraică Tzofim) al cărei coordonator pe țară a devenit ulterior. În 1946 Yadlin a participat la proiectul de fondare a 11 așezări evreiești în Neghev („cele 11 puncte”), fiind unul din întemeietorii kibuțului Be'eri. În timpul războiului arabo-evreiesc din 1948-1949 (Războiul de Indepndență a Israelului) a luptat în rândurile Palmahului.

### Cariera academică și politică
Între 1950-1952 Yadlin a fost membru in comitetul executiv al Histadrutului, principala și atotputernica organizație sindicală din Israelul din acele vremuri.A studiat la Universitatea Ebraică din Ierusalim unde a terminat titlul de master în istorie, economie și sociologie. După scindarea in mișcarea cooperatistă agricolă Hakibutz Hameuhad, Yadlin s-a stabilit în kibuțul Hatzerim. El s-a numărat printre fondatorii Colegiului academic Beit Berl, unde a predat sociologia și a fost director în 1955-1957.
În 1964-1972 a fost președintele comitetului public al partidului MAPAI pentru mișcările de tineret. 
În 1960 a fost ales in al IV-lea Knesset și apoi în 1964 reales, dupa o pauză, în al cincilea Knesset rămânînd apoi deputat până în 1979. A fost membru al Comisiilor Knessetului pentru afaceri economice, pentru educație și cultură, pentru lege și justiție, pentru afaceri interne. 
În al IX-lea Knesset Yadlin a prezidat Comisia parlamentară pentru învățământ. Între 1964-1972 a fost ministru adjunct al învățământului, iar în 1973-1974 secretar general al Partidului Muncii. În 1974-1977 a fost ministru al învățământului. A pus în funcție programare de zile prelungite de școală în orașele de dezvoltare și în așezările dezavantajate din punct de vedere socio-economic.
După ce s-a retras din Knesset în 1979 Yadlin a îndeplinit mai multe functii publice, inclusiv cea de secretar general al Mișcării Hakibutz Hameuhad în 1985-1989.
Yadlin a murit în 2022 în kibuțul său, Hatzerim, la vârsta de 96 ani.
si a fost înmormântat în cimitirul kibuțului.

### Viața privată
Yadlin a fost căsătorit cu Ada Cohen, fiica politicianului și diplomatului David Hacohen, deputat în Knesset și care a murit în 1998. avut trei fii si 11 nepoți. Unul din fiii săi este generalul în rezervă Amos Yadlin, care a comandat Departamentul de informatii al armatei israeliene. 
În 2007 Yadlin s-a căsătorit a doua oară - cu Adina Hendler Lindborg.
Un cumnat al său a fost generalul Uzi Narkis iar un văr al său a fost Asher Yadlin.
Nepoata sa, avocata Rotem Yadlin, a fost aleasă ca primar al Consiliului districtual Gezer.

## Omagii
- 2005 - Premiul Ben Gurion
- 2010 - Premiul de Stat al Israelului - Premiul Israel - pentru activitatea sa de o viață si pentru o contribuție deosebită adusă societății si statului israelian [3]
- Un kibuț - Maale Aharon - îi poartă numele.

## Cărți și articole
- 1969 - Hamatara ve hatnua - leverur harayon hasotzialisti vedarkhei hagshamato (Obiectivul și mișcarea - pentru clarificarea ideii socialiste și a căilor de a o realiza)
- 1978 - Componenta evreiască în învățământul israelian.